# Miriam Longo
Miriam Chiara Longo (* 23. Februar 2000 in Mailand) ist eine italienische Fußballspielerin.

## Karriere

### Klub
Von Dreamers CF wechselte sie zur Saison 2018/19 zu der AC Mailand. Nach einigen Einsätzen in ihrer ersten Saison folgten für sie in ihren nächsten beiden Spielzeiten wiederum nur niedrige einstellige Einsatzzahlen. Nachdem sie in der Spielzeit 2021/22 wieder zu regelmäßigen Einsätzen gekommen war, wurde sie zur Folgesaison an die AC Florenz verliehen, wo sie dann zur Saison 2023/24 auch fest hin wechselte.

### Nationalmannschaft
Mit der italienischen U19 hatte sie im April 2019 zwei Einsätze während der Qualifikation für die Europameisterschaft 2019. Von November 2021 bis Februar 2023 sammelte sie zudem einige Einsätze in der U23.
Ihr Debüt für die A-Nationalmannschaft steht bislang noch aus. Bislang wurde sie im Vorfeld der Weltmeisterschaft 2023 nur für ein Trainingslager nominiert.